# 9Dragons
A 9Dragons egy harcművészeti online szerepjáték (MMORPG - Massively Multiplayer Online Role Playing Game), melyet eredetileg a koreai Indy21 játékvállalat fejlesztett ki, majd Acclaim Games dolgozott át a nyugati piacra. A játékot 3D grafikák és MMO vezérlőtervek jellemzik. A Ming-dinasztia korában játszódik, és tartalmazza Kína aktuális földrajzát, és olyan történelmi építményeket, mint a kínai nagy fal, vagy a híres Saolin kolostor.
A 9Dragons játékosai a kungfu művészetének különféle iskolái közül választhatnak, melyek két külön frakcióba tömörülnek: a Fehér klánba és a Sötét klánba. A Fehér klán tagjai: Shaolin (csak férfiaknak), Wu-Tang, és The League Beggars. A Sötét klán tagjai: Sacred Flower (csak nők számára), Heavenly Demon, és a Brotherhood of Thieves. Minden klánnak megvan a saját felvételi követelménye.

## Fejlesztés és disztribúció
Eredetileg a koreai Indy21 fejlesztette ki a 9Dragons videójátékot, majd megállapodtak a Persistent Worlds és az Acclaim cégekkel, hogy azok megveszik és piacra dobják a játékot Amerikában és Európában. A játék eredeti történetét Jwa Baek Wuxia regényíró írta az Indiy21 számára, de az Acclaim szerződtette Steven-Elliot Altman írót, hogy írja át a teljes játékot, hogy a nyugati közönség elvárásainak is megfeleljen. Később a Persistent Worlds bejelentette, hogy befejezik a játék forgalmazását, és leállítják a szervereiket, így az Indy21 a teljes európai jogokat átadta az Acclaimnek. 2011-ben a Zerodin Games átvette a 9Dragons fejlesztését, majd ezt követően a Jongwoon Games. Jelenlegi fejlesztője tehát a Jongwoon Games, amely elkezdte a 9Dragons 2 fejlesztését is.

## Külső hivatkozások
- Amerikai változat
- Orosz változat Archiválva 2021. január 27-i dátummal a Wayback Machine-ben
- Koreai változat
- Vietnami változat